# Bhoomi Setti Halli, Chintamani
Bhoomi Setti Halli là một làng thuộc tehsil Chintamani, huyện Kolar, bang Karnataka, Ấn Độ.